# Søren Sørensen (murermester)
 Der er flere personer med dette navn, se Søren Sørensen.
Søren Sørensen (flor. 1722-1743) var en dansk murermester og bygmester.
Søren Sørensen var en af de mange dygtige håndværksmestre i København i 1700-tallet og samarbejdede ofte med andre af tidens murermestre. Sammen med hofmurermester Lars Erichsen synes Sørensen at have stået for den nye udformning af Professorboligen, Nørregade 10, mens han ved udformningen af Kommunitetsbygningens facade mod Nørregade arbejdede sammen med oldermanden i murerlauget, Ole Larsen. Begge arbejder har tidligere været tilskrevet Johan Cornelius Krieger, men Krieger optræder ikke i det bevarede arkivmateriale. Søren Sørensen var åbenbart velbevandret i barokkens formsprog.

## Værker
- Reparations- og istandsættelsesarbejder ved Ølsted Kirke; Lynge Kirke; Græse Kirke; Veksø Kirke og Slagslunde Kirke (udført 1722-23, sammen med Lars Erichsen og Anders Jacobsen, kontrakt 19. januar 1722)
- Rytterskole i Nørrejylland (1720'erne, efter tegning af Lars Erichsen)
- Genopførelse og ny udformning af Professorboligen, Nørregade 10, København (1729-32, sammen med murermester Lars Erichsen)
- Genopbygning og facadeudformning af Kommunitetsbygningen, Nørregade 8-10 (1730-32, sammen med murermester Ole Larsen, kontrakt 9. juni 1730)
- Lellingegård, kirkebygning og trappehus (1733-34, efter tegning af Laurids de Thurah, nedrevet 1734)
- Nedrivning af ny køkkenfløj og opførelse af nye stiftsbygninger, Vallø Stift (1735-38, efter tegning af Laurids de Thurah)
- Præstegård, Vallø (1738, under Laurids de Thurahs ledelse)
- Spantehus af bindingsværk på Holmen (1742-43, sammen med tømrermester Johan Georg Kreysig)